# Maria Di Rienzo
Maria Di Rienzo (Palmanova, 4 giugno 1959) è una scrittrice e saggista italiana.
Pubblicista, storica, formatrice alla non-violenza, regista teatrale e commediografa.
Ha collaborato al Who's Who in Gay and Lesbian History, Ed. Routledge, Taylor & Francis Group, Londra 2001.
Ha svolto negli anni 1997/1998 ricerche storiche sulle donne italiane per conto del Dipartimento di Storia Economica dell'Università di Sydney (Australia) e tiene tuttora Corsi di Storia delle Donne. Ha collaborato con l'Agedo a progetti mirati alla prevenzione del disagio giovanile.
Inoltre ha pubblicato vari racconti, soprattutto di fantascienza e fantasy, e svariati saggi su diverse testate e in collaborazione con Università italiane e straniere.
In qualità di regista teatrale e commediografa ha curato: 
- Una fata in collegio (Treviso, 1988);
- La città nuova (Conegliano, 1989, premiato qual miglior testo originale nell'ambito della rassegna);
- Maschere (Venezia, 1995, patrocinato dal Comune);
- Chez Nous, ovvero: chi ha ucciso Samantha? (Milano, 1997 – Padova 1998);
- Cerco gatte metropolitane (Genova, 1999 – Padova 2000).

Autrice del blog "Lunanuvola's Blog", spazio personale dove pubblica da anni traduzioni, commenti, analisi e pensieri in tema femminismo e non violenza. 

## Opere principali
- Favole per adultere (racconti e testi teatrali) Ed. Babilonia, Milano, 1994;
- Il linguaggio traveste i pensieri (saggio), Ed. La Fenice di Babilonia, Milano, 1996;
- Donne disarmanti. Storie e testimonianze su nonviolenza e femminismi (con Monica Lanfranco), Ed. Intra Moenia, Napoli, 2003;
- Senza velo. Donne nell'Islam contro l'integralismo (con Monica Lanfranco), Ed. Intra Moenia, Napoli, 2005;
- Il giudizio di Morna, Ed. Stelle Cadenti, Bassano in Teverina, 2008;
- Lettere per nuove bambine (con Nicoletta Crocella), Ed. Stelle Cadenti, Bassano in Teverina, 2009;
- Nostra Signora della Luce, Ed. Stelle Cadenti, Bassano in Teverina, 2010;
- Voci dalla Rete. Come le donne stanno cambiando il mondo, Ed. FORUM, Udine, 2011
- 48 secondi, Ed. Stelle Cadenti, Bassano in Teverina, 2014
- La Sottana della Vergine, 2017 (e-book)
- Mergellina e le madri, 2020 (e-book)